# محمد فقیری
محمد فقیری (متولد ۲۴ دی ۱۳۶۳) کشتی‌گیر فرنگی‌کار تهرانی تیم ملی ایران است وی ۲ مرتبه صاحب مدال طلای آسیا شده است.
هم اکنون محمد فقیری مربی تیم ملی نونهالان ایران است و همچنین داور مسابقات تلویزیونی همه فن حریف است.
او در حال حاضر در باشگاه شهید یاسینی در میدان منیریه تدریس کشتی فرنگی انجام می دهد.
متن خدافظی از کشتی او به شرح زیر است.
ویترین محقرانه مدال هایم، جاهای خالی دارد که این خالی بودن،مرا یاد انتظارات محقق نشده خانواده ام از فرزند و برادرشان،یاد نشستن خستگی بر تن و جان معلم عزیزم حسن آقای یوسفی افشار، یاد رفقایی که قلبا آرزومند مدال آوری‌ام بودند و در نهایت مرا، یاد حق و سهمی می اندازد که احساس می کنم از دنیای کشتی داشتم و هیچگاه به آن نرسیدم.
در این راه هم دست زمانه با من جنگید و هم خودم مقصر بودم و گهگاه کوتاهی کردم؛ اما داستان هر چه هست، بقدری خسته ام که دیگر نای قد راست کردن ندارم و تیغ تیز چنگال بغضی ده ساله را روی گلویم احساس می‌کنم و انگار، موعد ترکیدن این بغض لعنتی، امشب که برای همیشه دوبنده هایم را آویزان خواهم کرد، فرارسیده و با عذرخواهی از تمام کسانی‌که آرزوی دشت و کسب مدال جهانی توسط من در دلشان خشکید، دنیای طاقت فرسای قهرمانی را بدرود می گویم.
هم جسم و جانم‌خسته است؛ اما خدا را هزاران مرتبه شکر که این تلخی ها را می توان از منظر حکمت و رحمت خدایی که بزرگی اش در تصورها نمی گنجد؛ دید و تحمل کرد.
ارادتمند شما
محمد فقیری

## مسابقات قهرمانی کشتی جهان ۲۰۱۳
فقیری نماینده وزن ۵۵ کیلوگرم کشورمان پس از استراحت در دور نخست در دور دوم با نتیجه ۱۰ بر ۸ مقابل پیتر موداس، دارنده مدال برنز المپیک لندن، از مجارستان شکست خورد و با توجه به شکست موداس در مرحله یک چهارم نهایی مقابل کشتی گیر کره شمالی و عدم حضور این کشتی گیر در فینال مسابقات، محمد فقیری از گردونه رقابت‌ها حذف شد.

## متن خدافظی از کشتی
ویترین محقرانه مدال هایم، جاهای خالی دارد که این خالی بودن،مرا یاد انتظارات محقق نشده خانواده ام از فرزند و برادرشان،یاد نشستن خستگی بر تن و جان معلم عزیزم حسن آقای یوسفی افشار، یاد رفقایی که قلبا آرزومند مدال آوری‌ام بودند و در نهایت مرا، یاد حق و سهمی می اندازد که احساس می کنم از دنیای کشتی داشتم و هیچگاه به آن نرسیدم.
در این راه هم دست زمانه با من جنگید و هم خودم مقصر بودم و گهگاه کوتاهی کردم؛ اما داستان هر چه هست، بقدری خسته ام که دیگر نای قد راست کردن ندارم و تیغ تیز چنگال بغضی ده ساله را روی گلویم احساس می‌کنم و انگار، موعد ترکیدن این بغض لعنتی، امشب که برای همیشه دوبنده هایم را آویزان خواهم کرد، فرارسیده و با عذرخواهی از تمام کسانی‌که آرزوی دشت و کسب مدال جهانی توسط من در دلشان خشکید، دنیای طاقت فرسای قهرمانی را بدرود می گویم.
هم جسم و جانم‌خسته است؛ اما خدا را هزاران مرتبه شکر که این تلخی ها را می توان از منظر حکمت و رحمت خدایی که بزرگی اش در تصورها نمی گنجد؛ دید و تحمل کرد.
ارادتمند شما
محمد فقیری